# Юннар
Юннар (जुन्नर) — містечко в штаті Махараштра, округ Пуне. Неподалік міста знаходиться замок Шивнері, що був важливим для Маратхської імперії — в ньому народився Шиваджі.

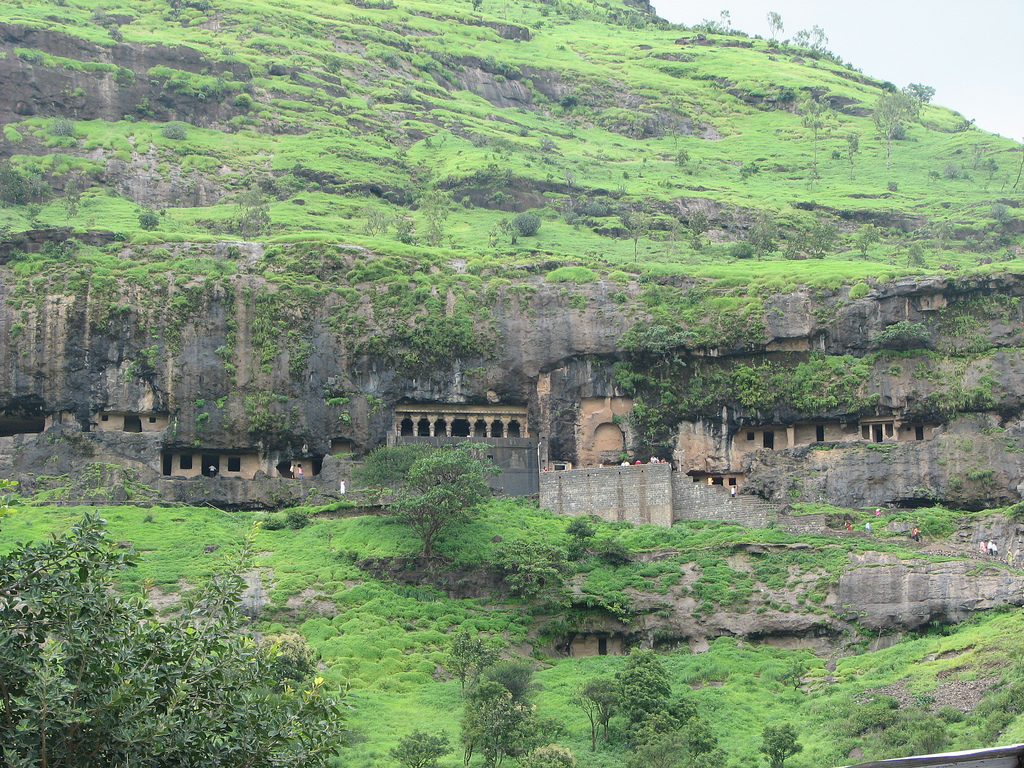
Скельне місто в горах біля Юннара

У північному напрямку містом протікає річка Кукаді. Місто густо обсаджене історичними пам'ятками, серед них — печерне місто Ленадрі. Жителі Юннара й околиць розвивають агротуризм. У околицях міста мешкає чимало леопардів.

## Принагідно
- Junnar

| Індія | Це незавершена стаття з географії Індії. Ви можете допомогти проєкту, виправивши або дописавши її. |